# Willem Coucheron
Willem Coucheron (død 20. juni 1689 på Bergenhus) var en dansk-norsk ingeniørofficer af fransk herkomst, far til Anthony Coucheron.

## Karriere
Coucheron var født i Nederlandene eller Frankrig før 1656 og tilhørte en fransk adelig slægt. Han blev hvervet i Nederlandene, og i juni 1657 kom han til Norge, hvor han 6. august blev ansat som kaptajn søndenfjelds, fik titel af generalkvartermester og 500 rigsdaler i årlig gage. Året efter blev han tillige kaptajn ved Oplandske nationale Infanteriregiment og kompagnichef for Land og Valderske (Valdriske) kompani. 
Coucheron deltog med sit kompagni under Jørgen Bielkes kommando i Karl Gustav-krigene og fik lejlighed til at komme i ilden ved Båhus Len 1659 og ved forsvaret af Halden fra 14. januar til 23. februar 1660.
I 1676 avancerede Willem Coucheron til oberst og regimentschef. Han blev sat i spidsen for et nyt regiment, opkaldt efter ham selv. Også under Den Skånske Krig var han aktiv og førte sit regiment under kampene i Båhus Len. I juli 1677 var han med til at erobre Marstrand og fæstningen Karlsten. Coucheron forblev i Marstrand som kommandant indtil freden i 1679, og hans regiment blev nedlagt 31. maj dette år. 1. januar 1680 fik han embedet som kommandant på Bergenhus, hvor han døde 1689.

## Fæstningsbygger
Da han var stationeret i Halden udførte han det første udkast til den fremtidige Frederikssten fæstning (1661-71). En tegning fra hans hånd blev approberet af kong Frederik III den 28. juli 1660. Den blev fulgt af flere; bl.a. det såkaldte Perffeckte Caerte..., dateret 2. februar 1667, som gengiver fæstningens indre kerne og bastionære system. Også Frederiksstad blev fra 1663-66 og 1672-73 befæstet efter Coucherons anvisninger.
Han var gift med Marie Wilhelmsdatter Pessert, datter af Wilhelm Pessers. Coucheron-slægten fik mange efterkommere i Norge, men blev aldrig naturaliseret som dansk-norsk adel.

## Værker
- Tegning ("afrids") dateret Christiania 21. oktober 1664 (Det Kongelige Bibliotek, København)
- Perffeckte Caerte van Ffrederickstyns Ffesstinge (dateret 2. februar 1667, viser Frederiksstens Fæstning, hos Riksantikvaren, Oslo)